# Paragryllus temulentus
Paragryllus temulentus är en insektsart som beskrevs av Henri Saussure 1878. Paragryllus temulentus ingår i släktet Paragryllus och familjen syrsor. Inga underarter finns listade i Catalogue of Life.